# دونده دوست‌داشتنی
دونده دوست‌داشتنی (انگلیسی: Lovely Runner; کره‌ای: 선재 업고 튀어) مجموعه تلویزیونی کره جنوبی در سال ۲۰۲۴ با بازی بیون وو سوک و کیم هه یون است. این مجموعه برپایه وب‌ناول بهترین‌های فردا است که همچنین به صورت یک وب‌تون با تصویرگری دونگ دونگ سریالی‌شده است. این مجموعه از ۸ آوریل تا ۲۸ مه ۲۰۲۴، روزهای دوشنبه و سه‌شنبه ساعت ۲۰:۵۰ (کی‌اس‌تی) از تی‌وی‌ان برای ۱۶ قسمت پخش شد. این مجموعه همچنین برای استریم در تیوینگ در کره جنوبی و ویکی و ویو در مناطق منتخب قابل دسترسی است.

## بازیگران

### اصلی
- بیون وو سوک در نقش ریو سون جه[۶]
- کیم هه یون در نقش ایم سول[۷]
- سونگ گون هی در نقش کیم ته سونگ[۸]
- لی سونگ هیوب در نقش بک این هیوک[۹]